# Panjalin Lor
Panjalin Lor is een bestuurslaag in het regentschap Majalengka van de provincie West-Java, Indonesië. Panjalin Lor telt 4794 inwoners (volkstelling 2010).